# 皮特伍德 (伊利諾伊州)
皮特伍德（英語：Pittwood）是位於美國伊利諾伊州易洛魁縣的一個非建制地區。該地的面積和人口皆未知。

## 地理
皮特伍德的座標為40°51′39″N 88°43′46″W / 40.86083°N 88.72944°W，而該地的平均海拔高度為196米（即643英尺）。